# Autochloris cincta
Autochloris cincta är en fjärilsart som beskrevs av William Schaus 1905. Autochloris cincta ingår i släktet Autochloris och familjen björnspinnare. Inga underarter finns listade i Catalogue of Life.